# Aulacocyclus pugnax
Aulacocyclus pugnax là một loài bọ cánh cứng trong họ Passalidae. Loài này được Fauvel miêu tả khoa học năm 1903.